# Latina (by)
 For alternative betydninger, se Latina (flertydig). (Se også artikler, som begynder med Latina)
Latina er en italiensk by, der er hovedby i provinsen af samme navn i regionen Lazio. Byen, der har 127.564 (2023) indbyggere, blev grundlagt i 1932 under navnet Littoria.